# Niche Copé
La niche Copé est un mécanisme d'exonération fiscale en faveur des entreprises françaises, voté à l'occasion de la loi de finances pour 2005 de décembre 2004 et promue par le ministre du budget de l'époque, Jean-François Copé.

## Principe de l'exonération fiscale
La « niche Copé » est une exonération de l'impôt sur les sociétés (lequel avait alors un taux de 33,3 % en France) concernant les plus-values encaissées par des personnes morales soumises à l'impôt sur les sociétés, et spécialement les holdings, en cas de vente de titres de participation détenus depuis plus de deux ans (plus-values à long terme sur titres de participation).
Il s'agit d'un dispositif « d’attractivité fiscale » tendant à aligner la France sur le régime plus favorable de ses voisins (Pays-Bas, Belgique, Allemagne, etc), afin que les grands groupes évitent d'effectuer leurs cessions de participations à l'étranger.
Juridiquement, le mécanisme consiste à exonérer d'impôt la plus-value réalisée dans la main de la société cédante, sous réserve de retraiter le résultat fiscal de la société en y réintégrant une quote-part de frais et charges d'un montant de 12 % de la plus-value. Ainsi, la plus-value en elle-même est exonérée, mais 12 % de son montant est ajouté au résultat de l'entreprise et soumis à l'impôt sur les sociétés.
Economiquement, le dispositif revient ainsi à exonérer les plus-values à long terme sur titres de participation à 88 % d'impôt sur les plus-values.

## Évolution de la mesure
Fin 2012, à l'occasion du vote de la loi de finances pour 2013, le gouvernement a proposé au Parlement, non pas de supprimer cette exonération, mais de la plafonner.

## Critique et effets pervers de la niche Copé
En France, selon la mission d'information commune sur le bilan de la lutte contre les montages transfrontaliers, l'articulation de la niche Copé à la possibilité de déduire des charges financières de la taxation ou de l'impôt, a encouragé des montages transfrontaliers aux limites de la légalité, voire illégaux, visant exclusivement à échapper à la taxation des profits, ce qui prive les caisses de l'État d'une part légitime de ses revenus, et/ou encourage le financement des entreprises par la dette plutôt que par des fonds propres, au-delà de toute rationalité économique.